# The Surrogates
The Surrogates is een Amerikaanse stripreeks, gepubliceerd door Top Shelf Productions. De reeks bestaat uit vijf strips, die van juli 2005 tot maart 2006 verschenen. Deze reeks werd in juli 2009 opgevolgd door een graphic novel getiteld The Surrogates: Flesh and Bone.
De stripserie is geschreven door Robert Venditti en getekend door Brett Weldele.

## Publicatiegeschiedenis
De eerste serie liep van 2005 tot 2006, met een verzameleditie in juli 2006 (ISBN 1891830872). Er bestaat tevens een in beperkte oplage uitgebrachte hardcoverversie van de strips getiteld The Surrogates Operator's Manual.
Venditti kreeg inspiratie voor het verhaal nadat hij had gelezen over hoe enkele mannen hun vrouw of baan waren kwijtgeraakt vanwege hun verslaving aan internet en hun online personages.

## Inhoud

### The Surrogates
In het jaar 2054 maken mensen massaal gebruik van surrogates, robotische dubbelgangers van zichzelf die vanaf afstand te besturen zijn, om te werken en te leven in de maatschappij. Op die manier hoeven ze zelf hun huis niet meer uit. Centraal in het verhaal staat Lt. Harvey Greer, die de mysterieuze vernietiging van twee surrogates onderzoekt. Greer ontdekte en mysterieuze man bijgenaamd “Steeplejack”, die van plan is om alle surrogates permanent uit te schakelen om mensen te dwingen weer echt te gaan leven.
Greer ziet “de profeet”, de leider van een anti-surrogatesbeweging, als voornaamste verdachte, maar hij blijkt niet Steeplejack te zijn. Tijdens zijn onderzoek gaat Greer steeds meer inzien dat de profeet en Steeplejack gelijk hebben wat betreft de surrogates.
Steeplejack blijkt uiteindelijk zelf een surrogate te zijn, bestuurd door Lionel Canter; de uitvinder van de originele surrogate. Lionel had de surrogates oorspronkelijk bedacht voor lichamelijk gehandicapte mensen, en is het zat om te zien hoe mensen zijn uitvinding nu massaal misbruiken om maar niet meer de deur uit te hoeven. Lionel slaagt in zijn opzet en alle surrogates in de stad worden vernietigd. Bij thuiskomst ontdekt Greer dat zijn vrouw, die ook verslaafd was aan haar surrogate, zelfmoord heeft gepleegd toen haar surrogate uitviel.

### The Surrogates: Flesh and Bone
Flesh and Bone speelt zich 15 jaar voor het eerste verhaal af, en draait om de eerste surrogates die beschikbaar kwamen op de markt. Een van de surrogates wordt gebruikt om een moord te plegen, wat een massaal protest tot gevolg heeft. De moordenaar is een tiener die zijn vaders surrogate gebruikt.

## Verfilming
In 2009 werd The Surrogates verfilmd. De film is geregisseerd door Jonathan Mostow. Hoofdrol wordt vertolkt door Bruce Willis.